# Can I Say
Can I Say è il primo album in studio del gruppo hardcore punk Dag Nasty, pubblicato nel 1986 dalla Dischord Records.

## Tracce
1. Values Here
2. One to Two
3. Circles
4. Thin Line
5. Justification
6. What Now?
7. I've Heard
8. Under Your Influence
9. Can I Say
10. Never Go Back
11. Another Wrong *
12. My Dog's a Cat  *
13. I've Heard (live) *
14. Another Wrong (live) *
15. Trying (live) *
16. Justification (live) *

I brani contrassegnati da * sono stati inclusi solo nella riedizione del 2002

## Formazione
- Dave Smalley - voce
- Brian Baker - chitarra, voce secondaria
- Roger Marbury - basso, voce secondaria
- Colin Sears - batteria, voce secondaria